# 윤기선
윤기선(尹琦善, 영문명 Kee-Suhn Yoon, 혹은 Kenny Yoon, 1921년 10월 22일 ~ 2013년 7월 27일)은 일제강점기와 대한민국의 음악가이자 피아니스트이며 대한민국, 미국의 음악가 겸 대학 교수이다.

## 일생
경성부 부민관에서 피아니스트로 데뷔하였으며, 그 뒤 교편을 잡아 이화여자대학교 강사, 연세대학교 음악대학 기악과 교수, 서울대학교 음악대학 교수 등으로 활동하기도 했다.
구한 말의 독립운동가 겸 개화파 정치인 윤치호(尹致昊)의 다섯째 아들이며, 어머니는 남포 백씨 백매려이다. 제4대 대통령 윤보선과는 재종간이다. 제3대 농림부장관을 지낸 교육자 윤영선(尹永善)의 이복 동생이며 샌프란시스코 총영사관을 지낸 윤장선의 동생이었다. 본관은 해평이다.

## 생애

### 생애 초반
윤치호의 아들로 태어났다. 어린시절 그는 안양자, 유수만 등을 찾아가 음악의 기초를 사사하였다. 그 뒤 경성중학교와 경성고등보통학교로 진학하였다. 경성고보 재학 중 조선일보사 주최 제1회 콩쿠르에 출전하여 우승하고 이후 1~4회 연속으로 피아노 부문 1위를 차지했으며, 전국남녀중등학교 현상 음악경연대회에서 1등을 했다. 경성고등학교 4학년 때 일본으로 유학, 동경 예술 대학(우에노 음악학교의 전신)에 입학했다.
그 뒤 일본 우에노 음악학교(지금의 일본 도쿄 예술대학)과 우에노 음악대학원을 마치고 1944년 귀국했다.

### 음악 활동
1944년 귀국 직후 부민관에서 김순남 등과 함께 귀국독주회를 열고 데뷔하였으며, 이때 그는 여동생 윤보희와 함께 듀엣으로 피아노 연주를 하기도 했다. 해방직후에 김순남, 이건우, 남궁요설, 문학준, 이인형 등과 함께 음악인단체인 '음악가의 집'에 가입, 순수 실내악 음악활동을 하기도 했으며 프롤레타리아 음악동맹의 기악부장, 조선음악가동맹에도 가입했다. 조선음악가동맹에서는 정희석·조념·이강렬과 함께 현악4중주단으로 활동했다.
1945년 이화여자전문학교 음악과에서 재직하다가 그해 5월 미국으로 건너갔다. 1948년 6월 하와이 연주에 갔다가 바로 미국 줄리어드 음악대학원에 입학하면서 눌러앉게 된다. 1949년 12월에는 뉴욕에서 성공적인 연주회를 하기도 했다.
미국 줄리어드 음악대학원을 졸업한 뒤 한동안 미국에서 살았다. 그 뒤 잠시 귀국하여 서울예술고등학교의 교수, 연세대학교 음대 교수, 서울대학교 음대 교수 등으로 재직했으나 1980년대에 다시 도미, 미국 캘리포니아주 로스앤젤레스로 이주하였다. 한국에서 잘 알려지지 않은 솔로 곡과 협주곡을 많이 소개 연주했으며 '서울 트리오'를 결성하여 실내악활동을 하기도 했다.

### 미국에서의 말년
2005년 10월 25일 제3회 한인하 피아노상을 수상하였다. 그는 85세의 고령으로 제3회 한인하 피아노상 수상자로 선정돼 문화계에 화제가 되었다.
2013년 7월 27일 미국 로스앤젤레스 자택에서 사망했다.

## 이력

### 학력
- 경성제1고등보통학교 졸업
- 일본 우에노 음악학교(지금의 도쿄 예술대학교) 피아노학과 전문학사
- 일본 도쿄 제국음악학교 학사
- 일본 우에노 음악대학원 음악학 석사
- 미국 줄리어드 음악대학원 음악학 석사
- 미국 예일 대학교 대학원 음악과 지휘수업 2년 음악학 석사

### 경력

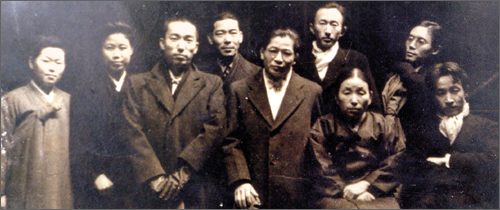
김순남(오른쪽 끝), 김순남 모친(오른쪽 앞줄 앉은 이)과 함께, 부민관에서 (1944년)

- 고등학교 재학 당시 전국고교 콩쿠르에 4년간 1위를 수상하다.
- 1944년 부민관에서 데뷔연주회를 함
- 1945년 아버지 윤치호 사망. 윤치호는 친일파로 몰려 규탄받던 중 사망하였으나 그는 연좌되지 않았다.
- 1946년 해방 후 한국최초 피아노협주곡 협연
- 1948년 미국 줄리어드음대 대학원 음악학 석사
- 이화여자대학교 강사
- 연세대학교 음악대학 기악과 교수
- 서울대학교 음악대학 교수
- 1974년 서울예술고등학교 교사
- 미국 하트포트 대학교 교수
- 미국 하트음악대학 교수
- 서울피아노3중주단 창단에 참여
- 1977년 미국으로 도미, 이후 L.A 거주
- 1993년 10월 8일 서울시향과 연주
- 2005년 10월 22일 연주회, 한인하상 수상

## 저서
- 피아노 협주곡 14곡 교정본

## 수상 경력
- 도쿄예술대학 예술대학상
- 아다카 상
- 미국 불버그 장학상
- 미국 모리스 로예브 장학상
- 1989년 대한민국 문화훈장
- 1996년 12월 96 최우수예술인상(음악부문)
- 2005년 10월 22일 제3회 한인하 피아노상

## 가족 관계
- 할아버지: 윤웅렬(尹雄烈, 1840년 음력 4월 17일 - 1911년 양력 9월 22일)
- 할머니: 전주이씨(全州李氏, 이정무, 1844년 9월 27일 - 1936년 2월 12일)
  - 고모: 윤경희(尹慶姬, 1862년 - 1931년)
- 적조모: 전의이씨(全義李氏, 1838년 6월 9일 - 1907년 3월 4일)
  - 이복 고모: 해평윤씨
- 계조모: 다옥(茶玉, 윤웅렬의 기생 출신 첩)
- 계조모: 이름 미상
  - 이복 삼촌: 윤길용(1894년 - ?)
- 계조모: 김정순(金貞淳, 1879년 3월 15일 - 1959년 11월 16일)
  - 이복 삼촌: 윤치왕(尹致旺, 1895년 2월 17일 ~ 1982년 12월 21일)
  - 이복 삼촌: 윤치창(尹致昌, 1899년 3월 5일 - 1973년 10월 1일)
  - 이복 숙모: 손진실(孫眞實, 1901년 - 1990년, 다른 이름은 원미(元美)), 독립운동가 손정도의 딸, 손원일의 누이

- 아버지: 윤치호(尹致昊, 1865년 1월 16일 - 1945년 12월 9일)
- 어머니: 백매려(白梅麗, 1890년 8월 1일 - 1943년 4월 10일, 본관은 남포, 다른 이름은 백미려(白美麗), 1907년 재혼)
  - 누나: 윤문희(尹文姬, 별칭은 마리(Mary), 1909년 - ?, 정광현(鄭光鉉, 서울대학교 법대 교수)과 결혼.)
  - 매형: 정광현(鄭光鉉, 1902년 - 1980년)
    - 외조카: 정태웅(鄭泰雄, 1932년 - , 전기 기술자)
    - 외조카: 정태진(鄭泰振, 1935년 - , 내과의사)
    - 외조카: 정태성

  - 누나: 윤무희(尹武姬, 1912년 5월 4일 - 1914년 3월 10일)
  - 누나: 윤은희(尹恩姬, 1917년 11월 11일 - ?)
  - 매형: 정봉섭(의학박사)
  - 형: 윤장선(尹璋善, 다른 이름은 워싱턴[4], 1920년 - 2005년 3월 25일) 전(前) 미국 샌프란스시코 총영사관
  - 형수: 기세선([5], 1922년 - 2007년 9월 28일[6])
  - 형수: 김오현(金梧鉉, 1926년 3월 1일 - ), 본관은 경주, 김기곤(金基坤)의 딸, 윤장선의 후처
    - 조카: 윤원구[7]
    - 조카딸: 윤인경, 윤장선의 셋째 딸
    - 조카딸: 윤효진(尹孝珍, 1958년 - )

  - 동생: 윤정선(尹挺善, 요셉[4] 1928년 - 2008년 3월 4일) 미국에서 사망
  - 제수: 김영주[5]
  - 누나: 윤명희(尹明姬, 1918년 2월 8일 - 2013년 10월 30일) 미국 버지니아주에서 사망 (장지: Fairfax Memorial Park)
  - 매형: 조인호(趙麟鎬, ? - ?)
    - 외조카: 조영숙(1940년 - )

  - 여동생: 윤보희(尹寶姬, 1923년 10월 19일 - , 이화여자대학교 음대 교수)
  - 매부: 현영학(玄永學, 1921년 - 2004년 1월 14일 오전 9시[8][9][10], 기독교 민중신학자이며 이화여자대학교 문리대학장)
  - 여동생: 윤영희- 미국 거주.
  - 매부: 미국인
  - 여동생: 윤정희
- 어머니: 마애방(馬愛芳, 1871년 2월 19일 - 1905년 2월 14일, 중국 사람, 1894년 재혼)
  - 이복 형: 윤영선(尹永善, 알렌(Allen[4]) 1896년 12월 25일 - 1988년 2월 6일) 국무위원, 제3대 농림부장관, 무임소장관 역임
  - 이복 형수: 민연희(閔連嬉, 1895년 3월 27일 - 1950년 7월 20일, 민씨 척족인 민유식(閔裕植)의 딸)
    - 조카: 윤영구(尹英求, 1923년 9월 17일 ~ 1991년 3월 8일)
    - 조카며느리: 한경복(韓慶福, ? - )
      - 종손녀: 윤순명(尹旬明, )
      - 종손서: 방상훈(方相勳, 1948. 2. 6~ 조선일보 사장 역임)
      - 종손녀: 윤재명(尹在明,)
      - 종손서: 신희철(申熙澈 1947.05.16, 서울대학교 의과대학 재직)
      - 종손녀: 윤서명(尹瑞明, 미국거주)
      - 종손녀: 윤영(尹瑛)
      - 종손서: 송기섭(宋棋燮)

    - 조카: 윤승구(尹勝求)
    - 조카며느리: 김정옥(金貞玉)

  - 이복 형수: 김명주(金明珠, 1906년 5월 20일 ~ 1981년 7월 25일) - 형 윤영선의 후처
  - 이복 형: 윤봉성(尹鳳成, 1897년 - 요절)
  - 이복 형: 윤광선(尹光善, 샌들러(Candller[4]), 1898년 11월 17일 - ?) 6·25 전쟁 중 납북, 남궁억의 사위.
  - 이복 형수: 남궁자경[5], 한국의 독립운동가 남궁억의 딸(? - ?)
    - 조카: 윤정구(尹鼎求, 기업인·고려원양(주) 전무
    - 조카딸: 윤정희
    - 조카사위: 채동규(蔡東圭, 1917년 - 2003년 12월 18일[11], 서울대학교 약학대학 제2대 학장, 대한약학회 회장 역임
    - 조카딸: ?
    - 조카사위: 원석연(元錫淵, 화가)

  - 이복 누나: 윤봉희(尹鳳姬, 로나(Launa[4]), 1894년 12월 31일 - ?) - 김긍선과 결혼. 경기도 개성에서 살았음
  - 이복 누나: 윤용희(尹龍姬, 헬렌(Helen[4]), 1903년 5월 3일 - ? ) - 외국 거주.
  - 이복 매부: 백OO
    - 외조카: 백연숙

- 부인: 이순복[5](李珣馥, 1921년 12월 26일 - ?), 한산이씨 이은구(李殷求)의 딸
  - 딸: 윤경숙([12], 1945년 ~ , 음악가)
  - 사위: 노춘규(미국 거주, 의사, 의학, 철학박사, 대학교수), 의학박사 노병호의 아들
  - 딸: 윤영숙(첼리스트[12]1948년 ~ , 서울대학교 교수)

## 같이 보기
| - 정명화 - 정명훈 - 윤보선 - 윤치호 - 윤치영 - 한인하 - 윤연선 - 현영학 - 현시학 - 원석연 | - 윤웅렬 - 김순남 - 박민종 - 서재필 - 장한나 - 싸이 - 현제명 - 홍난파 |